# Käthe Kruse

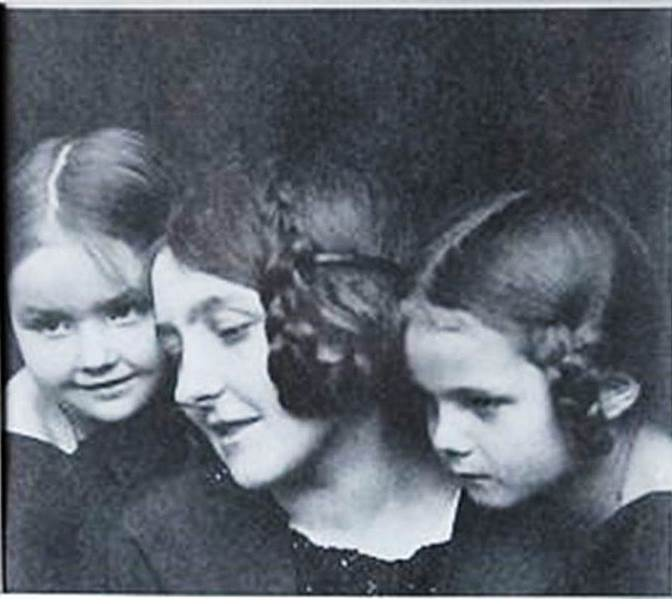
Käthe Kruse con sus hijas
Mimerle y Fifi.

Käthe Kruse, nacida Katharina Simon (17 de septiembre de 1883 en Breslau - 19 de julio de 1968 en Murnau am Staffelsee) fue una pionera de la fabricación de muñecas en Alemania y estableció principios de fabricación que persisten hasta el día de hoy. Sus muñecas originales siguen siendo muy coleccionables debido a su realismo y durabilidad, y obtienen altos precios de los coleccionistas.

## Biografía
Ella era hija del amor del Contador Principal de Breslau, Robert Rogaske, y de la costurera Christiane Simon, y creció en circunstancias muy modestas, a pesar de que su padre continuó visitando y brindando algo de apoyo. Después de graduarse de la escuela pública, tomó clases de actuación y obtuvo un puesto en el Teatro Lessing de Berlín en 1900. También tuvo bastante éxito en otras ciudades alemanas y también actuó en Varsovia y Moscú bajo el nombre artístico de "Hedda Somin". En 1902, conoció al escultor y escenógrafo ocasional Max Kruse y se convirtió en su amante. Kruse tuvo cuatro hijos de un matrimonio anterior, y pasó a tener ocho hijos juntos. Comenzó a hacer muñecas para sus propios hijos porque Max Kruse pensó que las fabricadas en masa eran "horribles" y se negaron a comprarlas.

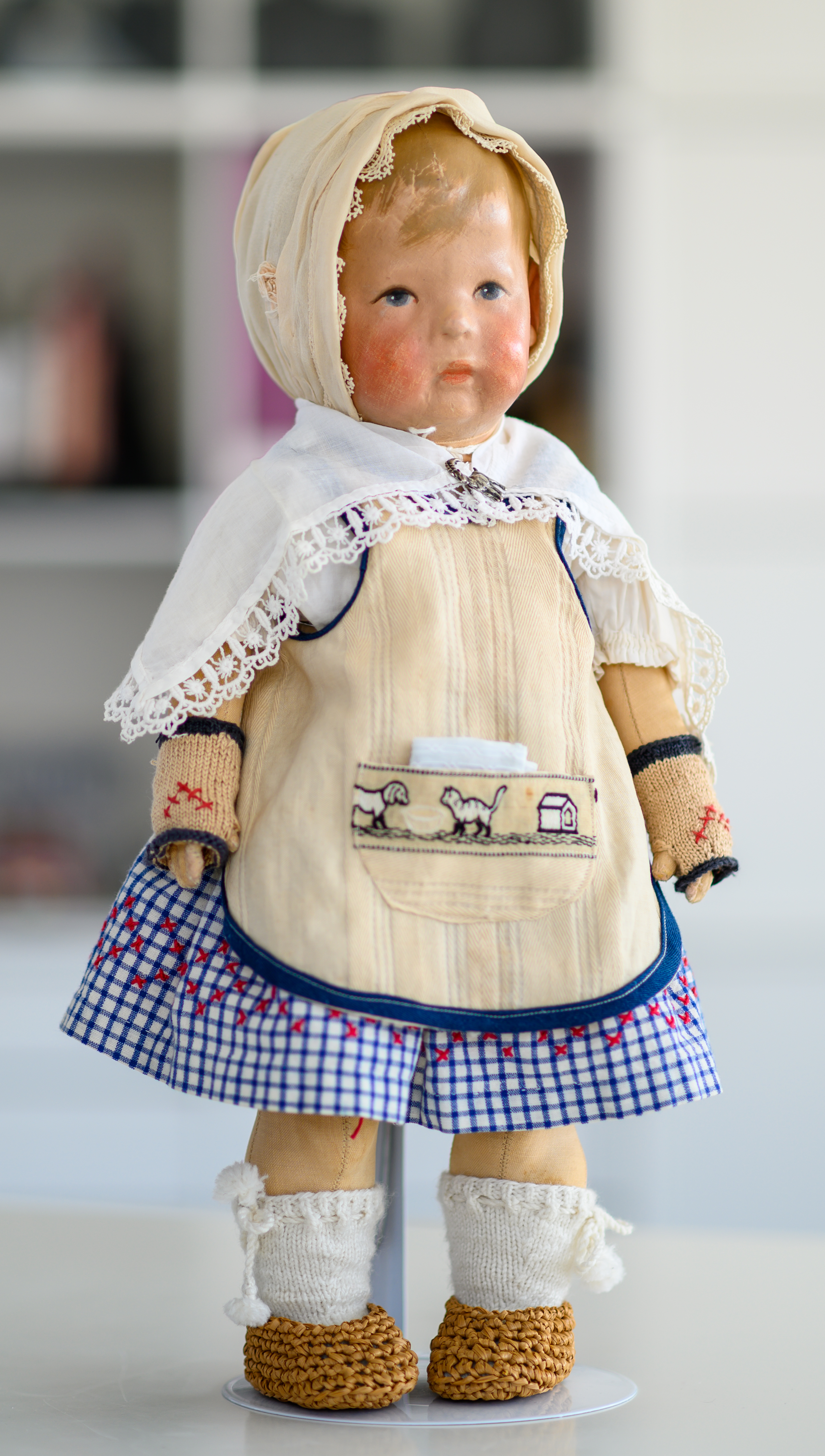
Muñeca KK No. 1 de 1918

Para 1909, tenían tres hijas propias y deciden contraer matrimonio. Al año siguiente, por primera vez sus muñecas fueron expuestas en la Warenhaus Tietz (una tienda de departamentos fundada por Hermann Tietz). Las muñecas se hicieron muy populares, y Käthe comenzó a tomar pedidos para fabricar más. Inicialmente las muñecas eran muy simples, pero posteriormente fueron adquiriendo características más vívidas. En la medida que fue perfeccionando los métodos de producción, fue modelando sus rostros a semejanza de los de sus niños. Pronto se hicieron famosas por su naturalidad (comparadas con las variedades comerciales).

## El hobby se transforma en negocio

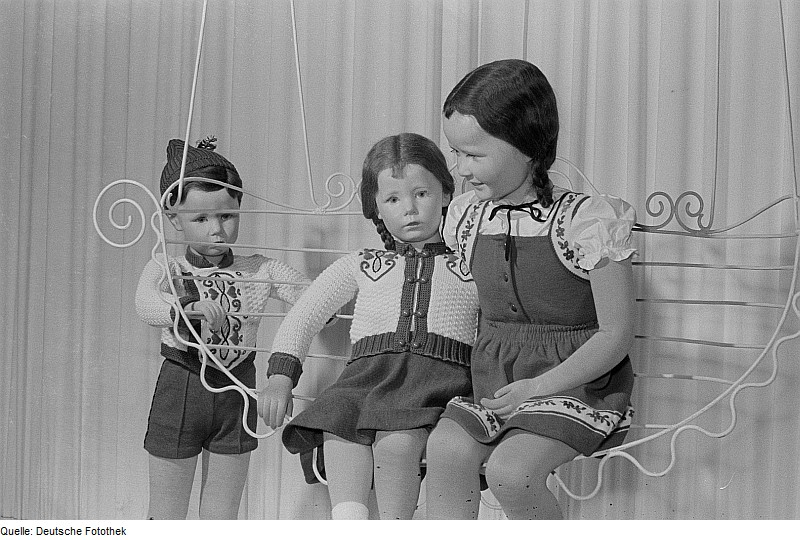
Tres maniquíes de niños diseñados por Käthe Kruse, 1954.

Dos pedidos recibidos de los Estados Unidos (el primero por 150 muñecas, y el segundo por más de 500) requirieron que ella estableciera un taller con un personal numeroso. En 1912, la familia se mudó de Berlín a Bad Kösen, donde las muñecas seguían siendo hechas a mano, a pesar del gran número de pedidos. Para 1925, se estaban haciendo copias falsificadas de sus muñecas y ganó su primera demanda de derechos de autor. Su compañía comenzó a fabricar maniquíes en 1934. Tres años después expuso en la Paris Expo. En general, no estaba interesada en la política (excepto porque afectaba a los negocios), colocó sus muñecas junto con figuras de soldados y dio la bienvenida a Hjalmar Schacht al Pabellón de Alemania. También mantuvo contacto con amigos judíos que habían emigrado y se negó a despedir a empleados "mitad judíos".
Durante la guerra, fue difícil obtener los materiales necesarios, por lo que su negocio se detuvo. Las muñecas de Kruse adoptaron un rostro triste tras la muerte de su hijo en la batalla, con el resultado de que Adolf Hitler cerró la fábrica y le prohibió que hiciera más muñecas. Ella perdió a dos de sus hijos en la guerra, y su esposo murió en 1942.
Después de la guerra, fue imposible reanudar la producción de muñecas en la zona de ocupación soviética. En 1952, su compañía se convirtió en Volkseigener Betrieb ("Corporación de propiedad pública"). Entonces, junto con dos de sus hijos (incluido el autor de libros infantiles, Max, jr.), comenzaron talleres de fabricación de muñecas en Bad Pyrmont y Donauwörth e incluso lograron establecerse en la República Federal de Alemania. Ella todavía diseñaba las muñecas (y aún estaban hechas a mano), pero no estaba involucrada en la producción debido a su mala salud. Pasó sus últimos años con su hija mayor, María, en Munich.

## Evolución posterior de la empresa
En la actualidad, las muñecas en la fábrica Käthe Kruse en Donauwörth aun se siguen fabricando a mano. Los cuerpos son bien de muselina y rellenados con pelo de reno, o poseen un esqueleto interior de alambre recubierto con un tejido de tricot. Las cabezas son confeccionadas de tela, papel maché o poliestireno y son pintadas a mano. Muchas poseen pelucas de pelo real o mohair. A lo largo de los años Hanne Adler-Kruse la hija y sucesora de Käthe, desarrolló nuevos modelos de velour o felpa para bebés.
En 1990, la empresa fue vendida a Andrea y Stephen Christenson, quienes mantuvieron las tradiciones de la empresa. En el 2013, la empresa fue adquirida por Hape Holding AG de Lucerna.
En Donauwörth, se encuentra el Museo de muñecas Käthe-Kruse. Existe una exhibición permanente en la "Romanisches Haus" en Bad Kösen.